# Чемпіонат УРСР з легкої атлетики 1985
Чемпіонат УРСР з легкої атлетики 1985 серед дорослих був проведений 27-30 серпня на стадіоні «Локомотив» у Донецьку.
У межах чемпіонату були також розіграні серед спортсменів 1963 року народження та молодше комплекти нагород у межах легкоатлетичної програми IX літньої Спартакіади УРСР.
Республіканські чемпіонати з інших дисциплін легкої атлетики були проведені окремо.

## Призери основного чемпіонату

### Чоловіки
| Дисципліни                    | Золото                                                                   | Золото   | Срібло                         | Срібло | Бронза                       | Бронза |
| ----------------------------- | ------------------------------------------------------------------------ | -------- | ------------------------------ | ------ | ---------------------------- | ------ |
| 100 метрів                    | Микола Разгонов Донецька обл.                                            | 10,51    |                                |        |                              |        |
| 200 метрів                    | Микола Разгонов Донецька обл.                                            | 21,10    | Володимир Шевченко Київ        | 21,51  |                              |        |
| 400 метрів                    | Анатолій Мельников Одеська обл.                                          | 47,05    | Сергій Мельников Донецька обл. | 47,38  |                              |        |
| 800 метрів                    | Володимир Самоленко Запорізька обл.                                      | 1.49,19  |                                |        |                              |        |
| 1500 метрів                   | Олександр Лисенко Київ                                                   | 3.48,95  |                                |        |                              |        |
| 5000 метрів                   | Анатолій Крохмалюк Вінницька обл.                                        | 14.15,28 |                                |        |                              |        |
| 10000 метрів                  | Костянтин Лебедєв Київ                                                   | 29.08,26 |                                |        |                              |        |
| 110 метрів з бар'єрами        | Володимир Заїка Київ                                                     | 13,71 NR |                                |        |                              |        |
| 400 метрів з бар'єрами        | Василь Архипенко Донецька обл.                                           | 50,38    |                                |        |                              |        |
| 3000 метрів з перешкодами     | Олександр Загоруйко Вінницька обл.                                       | 8.44,46  |                                |        |                              |        |
| 4×100 метрів                  | КиївСергій Грищенко Олександр Михолочко Скргій Костюк В'ячеслав Карпович | 41,44    |                                |        |                              |        |
| 4×400 метрів                  |                                                                          |          |                                |        |                              |        |
| Ходьба 20000 метрів (стадіон) | Олександр Жуков Дніпропетровська обл.                                    | 1:30.34  |                                |        |                              |        |
| Стрибки у висоту              | Рудольф Поварніцин Київ                                                  | 2,30     |                                |        |                              |        |
| Стрибки з жердиною            | Василь Бубка Донецька обл.                                               | 5,85     |                                |        |                              |        |
| Стрибки в довжину             | Вадим Кобилянський Харківська обл.                                       | 8,17     |                                |        |                              |        |
| Потрійний стрибок             | Микола Мусієнко Дніпропетровська обл.                                    | 17,26    |                                |        |                              |        |
| Штовхання ядра                | Сергій Соломко Донецька обл.                                             | 20,12    |                                |        |                              |        |
| Метання диска                 | Дмитро Ковцун Київ                                                       | 65,86    |                                |        |                              |        |
| Метання молота                | Сергій Дорожон Дніпропетровська обл.                                     | 76,66    |                                |        | Валентин Чалий Донецька обл. | 74,60  |
| Метання списа                 | Едуард Будник Київ                                                       | 84,74    |                                |        |                              |        |
| Десятиборство                 |                                                                          |          |                                |        |                              |        |

### Жінки
| Дисципліни             | Золото                                                                                      | Золото   | Срібло                              | Срібло   | Бронза                             | Бронза   |
| ---------------------- | ------------------------------------------------------------------------------------------- | -------- | ----------------------------------- | -------- | ---------------------------------- | -------- |
| 100 метрів             | Антоніна Настобурко Дніпропетровська обл.                                                   | 11,38    |                                     |          |                                    |          |
| 200 метрів             | Ольга Владикіна Ворошиловградська обл.                                                      | 22,44 NR |                                     |          |                                    |          |
| 400 метрів             | Марія Пінігіна Київ                                                                         | 49,82    | Інна Євсєєва Житомирська обл.       | 51,82    | Ірина Жданова Харківська обл.      | 52,53    |
| 800 метрів             | Тетяна Хамітова Запорізька обл.                                                             | 1.58,56  | Ірина Жданова Харківська обл.       | 2.00,86  | Віра Макогон Дніпропетровська обл. | 2.01,86  |
| 1500 метрів            | Тетяна Хамітова Запорізька обл.                                                             | 4.05,05  |                                     |          |                                    |          |
| 3000 метрів            | Олена Жупієва Харківська обл.                                                               | 9.00,42  |                                     |          |                                    |          |
| 10000 метрів           | Тетяна Половінська Кримська обл.                                                            | 34.32,21 | Ірина Ягодина Дніпропетровська обл. | 35.37,41 | Наталія Ярошенко Кримська обл.     | 35.53,10 |
| 100 метрів з бар'єрами | Олена Політика Харківська обл.                                                              | 13,10    |                                     |          |                                    |          |
| 400 метрів з бар'єрами | Тетяна Павлова Харківська обл.                                                              | 54,98    |                                     |          |                                    |          |
| 4×100 метрів           | Ворошиловградська обл.Лілія Бондаренко Валентина Долгих Людмила Христосенко Ольга Владикіна | 45,41    |                                     |          |                                    |          |
| 4×400 метрів           |                                                                                             |          |                                     |          |                                    |          |
| Ходьба                 |                                                                                             |          |                                     |          |                                    |          |
| Стрибки у висоту       |                                                                                             |          |                                     |          |                                    |          |
| Стрибки в довжину      | Олена Яцук Донецька обл.                                                                    | 6,65     | Любов Пізня Київ                    | 6,51     |                                    |          |
| Штовхання ядра         | Нуну Абашидзе Одеська обл.                                                                  | 20,02    |                                     |          |                                    |          |
| Метання диска          | Галина Кудрявцева Донецька обл.                                                             | 62,30    |                                     |          |                                    |          |
| Метання списа          | Ірина Костюченкова Харківська обл.                                                          | 60,14    |                                     |          |                                    |          |
| Семиборство            | Тетяна Шпак Донецька обл.                                                                   | 6408     |                                     |          |                                    |          |

## Інші чемпіонати
- Зимовий чемпіонат УРСР з метань був проведений 29-30 січня в Ялті на стадіоні «Авангард».
- Зимовий чемпіонат УРСР з ходьби та чемпіонат УРСР з кросу не проводилися[джерело?].
- Чемпіонат УРСР з марафонського бігу був проведений 5 жовтня в Ужгороді. У межах чемпіонату були також розіграні серед спортсменів 1963 року народження та молодше комплекти нагород з марафонського бігу в межах легкоатлетичної програми IX літньої Спартакіади УРСР.

### Чоловіки
| Дисципліни               | Золото                             | Золото  | Срібло                               | Срібло | Бронза                               | Бронза |
| ------------------------ | ---------------------------------- | ------- | ------------------------------------ | ------ | ------------------------------------ | ------ |
| Метання диска (зимовий)  | Володимир Зінченко Запорізька обл. | 62,04   | Дмитро Ковцун Київ                   | 60,84  | Олександр Гречко Київська обл.       | 59,38  |
| Метання молота (зимовий) | Микола Пічугін Київ                | 75,28   | Ігор Григораш Івано-Франківська обл. | 74,08  | Сергій Дорожон Дніпропетровська обл. | 73,60  |
| Метання списа (зимовий)  | Сергій Гаврась Харківська обл.     | 86,24   | Володимир Гаврилюк Харківська обл.   | 81,34  | В'ячеслав Жадан Харківська обл.      | 79,08  |
| Марафон                  | Олександр База Київ                | 2:22.34 |                                      |        |                                      |        |

### Жінки
| Дисципліни              | Золото                             | Золото   | Срібло                               | Срібло | Бронза                             | Бронза |
| ----------------------- | ---------------------------------- | -------- | ------------------------------------ | ------ | ---------------------------------- | ------ |
| Метання диска (зимовий) | Лариса Михальченко Харківська обл. | 64,92 NR | Тетяна Каптюх Запорізька обл.        | 57,48  | Світлана Мотузенко Київська обл.   | 55,74  |
| Метання списа (зимовий) | Олена Кучеренко Київська обл.      | 54,82    | Валентина Шаповалова Харківська обл. | 54,42  | Ірина Костюченкова Харківська обл. | 53,92  |
| Марафон                 | Тетяна Половінська Кримська обл.   | 2:46.06  |                                      |        |                                    |        |